# Шантаж
Шанта́ж (фр. chantage) — залякування погрозою викрити або розголосити з певною метою факти, відомості, які можуть скомпрометувати, зганьбити кого-небудь.
Нині слово «шантаж» нерідко використовується в широкому сенсі — як загроза будь-яких негативних наслідків у разі невиконання вимог.

## Згадки в Кримінальному кодексі України
Згадується у Кримінальному кодексі України в статтях:
- 120 «Доведення до самогубства»
- 149 «Торгівля людьми або інша незаконна угода щодо людини»
- 258-1 «Втягнення у вчинення терористичного акту»
- 303 «Сутенерство або втягнення особи в заняття проституцією»